# Mauricio en los Juegos Olímpicos de Atenas 2004
Mauricio estuvo representado en los Juegos Olímpicos de Atenas 2004 por nueve deportistas, seis hombres y tres mujeres, que compitieron en cinco deportes.
El portador de la bandera en la ceremonia de apertura fue el boxeador Michael Medor. El equipo olímpico mauriciano no obtuvo ninguna medalla en estos Juegos.